# 960 (numero)
Novecentosessanta (960) è il numero naturale dopo il 959 e prima dell'961.

## Proprietà matematiche
- È un numero pari.
- È un numero composto, con 28 divisori:  :  1, 2, 3, 4, 5, 6, 8, 10, 12, 15, 16, 20, 24, 30, 32, 40, 48, 60, 64, 80, 96, 120, 160, 192, 240, 320, 480, 960. Poiché la somma dei suoi divisori (escluso il numero stesso) è 2088 > 960, è un numero abbondante.
- È un numero semiperfetto in quanto pari alla somma di alcuni (o tutti) i suoi divisori.
- È un numero malvagio.
- È parte delle terne pitagoriche (62, 960, 962), (176, 960, 976), (216, 960, 984), (280, 960, 1000), (400, 960, 1040), (468, 960, 1068), (512, 960, 1088), (576, 768, 960), (644, 960, 1156), (720, 960, 1200), (799, 960, 1249), (952, 960, 1352), (960, 1008, 1392), (960, 1100, 1460), (960, 1280, 1600), (960, 1386, 1686),  (960, 1456, 1744), (960, 1672, 1928), (960, 1800, 2040), (960, 2204, 2404), (960, 2304, 2496), (960, 2470, 2650), (960, 2800, 2960), (960, 2997, 3147), (960, 3128, 3272), (960, 3536, 3664), (960, 3780, 3900), (960, 4558, 4658), (960, 4752, 4848), (960, 5075, 5165), (960, 5720, 5800), (960, 6364, 6436), (960, 7168, 7232), (960, 7650, 7710), (960, 9191, 9241), (960, 9576, 9624), (960, 11500, 11540), (960, 12782, 12818), (960, 14384, 14416), (960, 15345, 15375), (960, 19188, 19212), (960, 23030, 23050), (960, 25591, 25609), (960, 28792, 28808), (960, 38394, 38406), (960, 46075, 46085), (960, 57596, 57604), (960, 76797, 76803), (960, 115198, 115202), (960, 230399, 230401).
- È un numero di Harshad nel sistema numerico decimale.
- È un numero pratico.
- È un numero congruente.
- È un numero palindromo e un numero a cifra ripetuta nel sistema di numerazione posizionale a base 31 (UU).

## Astronomia
- 960 Birgit è un asteroide della fascia principale del sistema solare.
- NGC 960 è una galassia spirale della costellazione della Balena.

## Astronautica
- Cosmos 960 è un satellite artificiale russo.

## Altri ambiti
- Volvo 960 è un modello di automobile prodotto dalla casa svedese.
- La 960 è la serie relativa ad autovetture prodotte dalla ZAZ fino all'anno 1994.
- Intel i960 (detto anche 80960) è un microprocessore RISC.